# Gabriel Collet
Gabriel Collet (ur. 7 lipca 1977 w Poitiers) – francuski perkusista, kompozytor i aranżer.
Członek stowarzyszeń ZAiKS, STOART i SACEM.

## Wykształcenie
Studiował w Konserwatorium Muzycznym w Paryżu w klasie prof. Frédéric Macarez, ukończył Królewskie Konserwatorium Muzyczne w Brukseli w klasach perkusji oraz solistyczne studia podyplomowe w klasie marimby (u Ludwiga Alberta) w Konserwatorium Królewskim w Antwerpii (2005). We wszystkich tych uczelniach otrzymał dyplomy z najwyższymi wyróżnieniami – La plus haute distinction.
Doskonalił swe umiejętności pod okiem m.in. Emmanuel Sejourné, Eric Sammut, Nicolas Martynciow (Orchestre de Paris), Michel Cals (Opéra National de Paris), Babette Haag.

## Działalność artystyczna
Kompozytor utworów instrumentalnych (na perkusję, marimbę, zespoły, orkiestrę), instrumentalno-wokalnych oraz aranżacji (muzyka kameralna, orkiestra) prawykonanych w Polsce i na świecie.
Autor muzyki ilustracyjnej – ostatnie realizacje:
- 2017: muzyka do animacji chińskiego artysty Zeng Yi Gang, inspirowanej malarstwem Chen Ping; premiera na The ten days on the Island w Hobart (Australia) (w zespole Axoum Duo jako wykonawcą muzyki na żywo)[1][2][3][4]
- 2014: muzyka do audiobooka i książki Marka Dutkiewicza Żaba w Afryce (Burda Publishing)
- 2010: ścieżka dźwiękowa do filmu Pory roku Animal Planet

W 2016 na VIII Festiwalu Letnim w Radziejowicach odbyła się prapremiera koncertu na dwie marimby i orkiestrę Gabriela Collet Rozmowa z kamieniem, inspirowanego poezją Wisławy Szymborskiej, z towarzyszeniem Filharmonii Świętokrzyskiej (w wykonaniu kompozytora wraz z Elwirą Ślązak).
Jego kompozycje były dotychczas prezentowane w Auditorio de Tenerife, Shanghai Concert Hall, na Międzynarodowym Festiwalu Chopinowskim w Dusznikach-Zdroju, Karuzeli Cooltury czy Les Journées de la Francophonie.
Wraz z Elwirą Ślązak tworzą Axoum Duo – jedyny stały duet marimbafonowy na świecie. Duet prezentuje wirtuozowskie wykonania kompozycji muzyki współczesnej, filmowej, transkrypcje utworów klasycznych, jak również utwory skomponowane przez Gabriela Collet oraz dedykowane duetowi (prawykonania utworów kompozytorów takich jak m.in. Krzysztof Wołek, Jacek Sotomski, Ryszard Osada, Jan Bus, Silvia Berg). Duet współpracuje z wieloma artystami różnych dziedzin sztuki. Recitale i nagrania Axoum Duo były kilkukrotnie emitowane przez radia europejskie tj. Musiq'3, Radio Bartok, Polskie Radio.
Wraz z Axoum Duo współpracuje z Marcinem Bronikowskim od 2010. Trio koncertuje w Polsce i za granicą.
Gabriel Collet jest wykładowcą na kursach mistrzowskich w Europie i Azji. Jest jurorem konkursów międzynarodowych, np. na IV Universal Marimba Competition (Belgia), w 2016 na XXV Drum Fest Marimba and Vibraphone Competition w Opolu.

## Wybrane nagrody i wyróżnienia
Gabriel Collet jest laureatem wielu nagród i wyróżnień na krajowych i międzynarodowych konkursach, m.in.:
- 2000: wyróżnienie w IX edycji Tournoi International de Musique (Włochy)
- 2002: stypendium Volkswagen Stiftung w ramach Braunschweig Classix Festival w Brunszwiku (Niemcy)
- 2003: I nagroda (duet) na VII Międzynarodowym Konkursie Współczesnej Muzyki Kameralnej w Krakowie[12]
- 2004: II nagroda (duet z Elwirą Ślązak) na The Universal Marimba Competition & Festival, Sint-Truiden (Belgia)[13]
- 2004: grant The Sir Georges Solti Foundation w Londynie (Wielka Brytania)[14]
- 2005: grant Prix Luffin w Brukseli (Belgia)
- 2015: Stypendium Ministra Kultury i Dziedzictwa Narodowego (Polska)[15]

## Nagrania
- 2004: CD z VII Międzynarodowego Konkursu Współczesnej Muzyki Kameralnej w Krakowie
- 2007: CD Axoum new music for two marimbas – w tym trzy światowe premiery fonograficzne
- 2010: ścieżka dźwiękowa do filmu Pory roku (Animal Planet TV, Wielka Brytania); Gabriel Collet – muzyka, marimba; Elwira Ślązak – marimba
- 2014: CD z muzyką do audiobooka i książki Marka Dutkiewicza Żaba w Afryce (Burda Publishing)

## Wybrane występy
- 2000: Rashid Behbudov State Song Theatre, Baku (Azerbejdżan)
- 2002: Braunschweig Classix Festival, Brunszwik (Niemcy)
- 2004: The Universal Marimba Competition & Festival, Sint-Truiden (Belgia)
- 2007: 9th International Seoul Drum Festival, Seul (Korea Południowa)[16]
- 2010: 65. Międzynarodowy Festiwal Chopinowski Duszniki-Zdrój[17]
- 2011: Les Journées de la Francophonie, Wrocław[18]
- 2012: Karuzela Cooltury[19]
- 2012: Musica Polonica Nova[20]
- 2012: Festival de Música Contemporánea de Tenerife, Auditorio de Tenerife, Santa Cruz de Tenerife (Wyspy Kanaryjskie, Hiszpania)[21]
- 2012: Shanghai Concert Hall, Szanghaj (Chiny)
- 2013: Recital w Yehudi Menuhin Hall w Parlamencie Europejskim, Bruksela (Belgia)[22]
- 2016: VIII Festiwal Letni im. J. Waldorffa w Radziejowicach[5]
- 2017: The Ten Days on the Island Festival, Hobart (Australia)[4]